# Bootham Crescent
Bootham Crescent in York, Engeland, was de thuisbasis van York City Football Club en York City Knights. Met een capaciteit van 8.256 lag het vlak bij het stadscentrum, iets meer dan anderhalve kilometer van het treinstation van York. Vanaf februari 2023 is het veld volledig gesloopt om plaats te maken voor de bouw van nieuwe huizen.
York City huurde land in Bootham Crescent van de York Cricket Club als vervanging voor hun veld in Fulfordgate aan de rand van de stad. Het veld werd in vier maanden gebouwd en op 31 augustus 1932 geopend. In de Tweede Wereldoorlog werd de Popular Stand omgebouwd tot schuilkelder en het veld liep lichte schade op toen een bom neerkwam op de huizen aan Shipton Street End. York kocht in 1948 Bootham Crescent voor 4.075 pond. In 1959 werden er lichtmasten geplaatst en in 1995 werden deze vervangen door lichtmasten die twee keer zo krachtig waren. In het begin van de jaren 1980 werden een aantal verbeteringen aan het terrein aangebracht, waaronder een sportzaal, kantoren en een lounge voor officials.
Sinds 2021 speelt York City FC in het York Community Stadium.